# Le Chevalier de la violence
Pour plus de détails, voir Fiche technique et Distribution.
Le Chevalier de la violence (Giovanni dalle Bande Nere) est un film italien réalisé par Sergio Grieco, sorti en 1956. Adapté d'un roman de Luigi Capranica (it).

## Synopsis
Les aventures du célèbre condottiere de la famille Médicis Jean des Bandes Noires durant la Renaissance.

## Fiche technique
- Titre : Le Chevalier de la violence
- Titre original : Giovanni dalle Bande Nere
- Réalisation : Sergio Grieco, assisté de Mario Caiano
- Scénario : Ottavio Poggi, d'après le roman de Luigi Capranica (it)
- Photographie : Alvaro Mancori
- Montage :Enzo Alfonzi, Fouad Said
- Musique : Roberto Nicolosi (it)
- Décors : Ernest Kromberg
- Costumes : Giancarlo Bartolini Salimbeni (it)
- Son :
- Producteur : Ottavio Poggi
- Sociétés de production : Po Film
- Pays d'origine :  Italie
- Langage : Italien
- Format : Couleur (Ferraniacolor) et Noir et blanc — 35 mm — Son : Mono
- Genre : Film d'aventure, Film historique
- Durée : 95 minutes (1 h 35)
- Dates de sortie :
  -  Italie : 1956

## Distribution
- Vittorio Gassman : Giovanni de' Medici
- Anna Maria Ferrero : Anna
- Amedeo Trilli : le soldat fidèle à Giovanni
- Silvio Bagolini : Lumaca, il servo gobbo
- Ubaldo Lay (it) : Stefano, le père d'Anna
- Constance Smith : Emma Caldana
- Emma Baron : la mère d'Emma
- Gérard Landry : Gasparo, luogotenente
- Philippe Hersent : le frère de Salvatore
- Andrea Aureli : le comte de Lautrec
- Mario Colli (it) : le frère d'Emma
- Gino Scotti : l'officiel de Lanzichenecchi
- Sergio Bergonzelli
- Piero Palermini (it)
- Loris Gizzi
- Bruno Moschela
- Fanny Landini
- Edoardo Toniolo
- Giulio Battiferri (it)
- Fedele Gentile (it)
- Edda Soligo (it)
- Remo De Angelis
- Aldo Vasco (it)